# Ilan Manor
Ilan Manor (Hebreeuws: אילן מנור) (Haifa, 26 oktober 1969) is een Israëlische schaker met een FIDE-rating van 2490 in 2005 en 2471 in 2016. Hij is sinds 1996 een grootmeester.
In 1985 en 1988 was hij nationaal jeugdkampioen schaken van Israël.
In 2009 was hij, met 6 pt. uit 9, gedeeld winnaar, met Robin van Kampen, van het eerste Batavia Amsterdam schaaktoernooi.

## Schaakpartij
Gad Rechlis (wit) versus Ilan Manor (zwart); Tel Aviv, 1994. 

1. c4 e5 2. Pc3 Pf6 3. Pf3 Pc6 4. a3 d5 5. cxd5 Pxd5 6. e4 Pf6 7. Lb5 Ld6 8. d4 exd4 9. Dxd4 O-O 10. Lxc6 bxc6 11. e5 Lxe5 12. Dxd8 Lxc3+ 13. bxc3 Txd8 14. O-O Pe4 15. c4 La6 16. Pe5 c5 17. Le3 f6 18. Pc6 Td3 19. Tfe1 Lxc4 20. f3 Pc3 21. Lxc5 Td2 22. Lxa7 Pe2+ 23. Kh1 Td6 24. Pe7+ Kf7 25. Lc5 Te6 26. Lb4 g6 27. Tad1 Te8 28. Pd5 c5 29. Pc7 cxb4 30. Pxe8 Txe8 31. axb4 g5 32. g3 Lb3 33. Td7+ Kg6 34. Tb1 Lc2 35. Tb2 Lf5 36. Tdd2 Pc3 37. b5 (diagram) Lh3 38. Kg1 Te1+ 39. Kf2 Tf1+ 40. Ke3 Pd1+ 41. Txd1 Txd1 42. b6 Td8 43. b7 Tb8 44. Kd4 Lf1 45. Kc5 La6 46. Kc6 Kf5 47. Kc7 Txb7+ 48. Txb7 Lxb7 49. Kxb7 g4 50. f4 Ke4 51. Kc6 Kf3 52. Kd6 Kg2 53. Ke6 Kxh2 54. Kxf6 Kxg3 55. f5 Kh4 56. Kg7 h5 57. f6 g3 58. f7 g2 59. f8-Dame g1-Dame+ 60. Kh7 Db1+ 61. Kh6 Dc1+ 62. Kh7 Dc2+ 63. Kh6 Dd2+ 64. Kh7 Dd3+ 65. Kh6 De3+ 66. Kh7 De4+ 67. Kh6 De6+ 68. Kh7 Kg5 69. Dd8+ Kf4 70. Dh4+ Dg4 71. Df2+ Df3 (1/2 - 1/2)